# DJA FM
DJA FMはチャドのラジオ局。DJA FM 96.9と呼称される。1998年にンジャメナ初の私営ラジオ局として開設された。責任者はチャド私営ラジオ局連合(Chad Union of Private Radio,URPT)の代表であるZara Yacoub。この女性によって指揮されるDJA FMは若年層及び女性向けへの志向を持つ専門分野を持たないラジオ局であり、フランス語及びアラビア語の方言で週60時間以上の番組を流している。